# 江津市歌
「江津市歌」（ごうつしか）は、日本の島根県江津市が制定した市歌である。作詞・米沢天涯、作曲・坂本良隆。

## 解説
1954年（昭和29年）に那賀郡江津町他8町村が合併して江津市が成立したことを記念し、市歌と市民音頭の歌詞を懸賞募集した。歌詞の懸賞募集で市歌・市民音頭の両部門に入選した米沢は書家として知られ、後に島根県教育委員会社会教育課長を務めている。作曲者の坂本は岩手県出身で、制定当時は島根大学教育学部教授の任に在った。
平成の大合併においては島根県内の大半の市が同名旧市の名称を引き継いでいても地方自治法上は別個の法人として扱われる新設合併方式を採ったことにより昭和期に制定した市歌が新市に引き継がれず失効・廃止扱いとなる中で、江津市は邑智郡桜江町との合併に当たり県下の市で唯一となる編入合併方式を採用し、法人格を存続させている。江津市・桜江町合併協議会では「市木、市花、市歌、宣言は、新市において検討機関を設け、検討する」ことが取り決められたが、市旗および市章を合併後に更新したのに対して市歌は「代替わり」を行わず「江津市歌」を存続させることとなった。そのため「江津市歌」は県内8市が制定した現行の市歌としては最古の楽曲となっている。
江津市役所では市歌の演奏機会について「市が主催して行う新年賀会、成人式の式典で歌われている」とする。江津市に関連するその他の楽曲としては市歌と同時に制定された「江津市音頭」（作詞：米沢天涯、作曲：後藤忠雄）および、1999年（平成11年）に市内の高等学校3校が合同開催したイベント「大旋風! 若者からのメッセージ'99」のテーマソングとして選定された「夢咲くまち」（作詞：高校生イベント実行委員会、補作・作曲：すやまとしお）がある。